# Баге Пикан
Баге Пикан (фр. Baguer-Pican) насеље је и општина у северозападној Француској у региону Бретања, у департману Ил и Вилен која припада префектури Сен Мало.
По подацима из 2011. године у општини је живело 1.445 становника, а густина насељености је износила 92,45 становника/km². Општина се простире на површини од 15,63 km². Налази се на средњој надморској висини од 39 метара (максималној 90 m, а минималној 1 m).

## Демографија
| 1962. | 1968. | 1975. | 1982. | 1990. | 1999. | 2011. |
| ----- | ----- | ----- | ----- | ----- | ----- | ----- |
| 862   | 911   | 832   | 873   | 980   | 985   | 1.445 |

График промене броја становника у току последњих година